# Софийска стокова борса
Софийската стокова борса е първата стокова борса в България. Създадена е на 11 април 1991 г. в гр. София. Главен изпълнителен директор е икономистът Васил Симов.
ССБ АД предоставя условия за активна търговия на едро – осигурява глобален пазар за бизнеса, гарантира равновесни цени за търговците, улеснява снабдяването на производителите с необходимите им суровини и материали.
ССБ АД е отворена организация, в която всички членове, независимо от датата на своето присъединяване към Софийска стокова борса, имат равни права. Всяка фирма, която желае, може да получи право на брокерско място, след като бъде приета за член на Софийската стокова борса.